# Boscarla de Tahití
La boscarla de Tahití (Acrocephalus caffer) és una espècie d'ocell de la família dels acrocefàlids (Acrocephalidae) que habita boscos, matolls i bambús de Tahití.